# Роскошное (Донецкая область)
Роскошное (укр. Розкішне) — посёлок в Константиновском районе Донецкой области Украины.
Население по переписи 2001 года составляло 152 человека. Почтовый индекс — 85140. Телефонный код — 6272.

## Местный совет
85140 Донецька область, Костянтинівський район, с-ще Артема, вул.Центральна,6а  (укр.)